# Rudolf Tayerle
Rudolf Tayerle (26. srpna 1877 Praha – 6. března 1942 Mauthausen) byl československý odborář a politik, meziválečný poslanec Národního shromáždění za Československou sociálně demokratickou stranu dělnickou.

## Biografie
Původní profesí byl strojním zámečníkem. Od mládí se angažoval v sociálně demokratickém odborovém a politickém hnutí. V letech 1901–1911 působil jako redaktor časopisu Kovodělník a byl funkcionářem odborového Svazu kovodělníků. V roce 1911 se stal ústředním tajemníkem Odborového hnutí českoslovanského a v této funkci vytrval až do roku 1939. Koncem první světové války patřil v rámci sociálnědemokratické strany podobně jako Gustav Habrman, Luděk Pik či Rudolf Bechyně k takzvané národní opozici, která akcentovala český národní a státoprávní zájem a oponovala koncepci Bohumíra Šmerala.
V letech 1918-1920 zasedal v Revolučním národním shromáždění. Tehdy patřil mezi hlavní zastánce osmihodinové pracovní doby, která byla zákonem zavedena 19. prosince 1918. V parlamentních volbách v roce 1920 získal poslanecké křeslo v Národním shromáždění. Mandát v parlamentních volbách v roce 1925 obhájil a do parlamentu se dostal i po parlamentních volbách v roce 1929 a opět po parlamentních volbách v roce 1935. Poslanecký post si oficiálně podržel do zrušení parlamentu v roce 1939.
Podle údajů z roku 1935 byl odborovým tajemníkem. Bydlel v Praze.
V meziválečném období se zapojil i do aktivit Mezinárodního odborového svazu. Za Druhé republiky zakládal Národní stranu práce. Po okupaci byl aktivní v sociálnědemokratických odbojových strukturách, ale již v září 1939 byl v rámci Akce Albrecht der Erste zatčen nacistickými úřady. Zemřel v koncentračním táboře.

## Dílo
- Sociálně politická ročenka Odborového sdružení českoslovanského 1918 [online]. Odborové sdružení českoslovanské [cit. 2015-03-25]. Dostupné online.